# Enrique II de Laach
Enrique de Laach (en alemán: Heinrich von Laach) fue el primer Conde palatino del Rin (1085/1087-1095). Enrique era el hijo de Germán I, conde de Gleiberg. Enrique era un seguidor del emperador Enrique IV. Tenía tierras en el sudeste de Eifel y a orillas del río Mosela.

## Promoción a conde palatino
La mayor parte de las propiedades de Germán II, conde palatino volvieron al emperador cuando Germán murió sin sucesor. El emperador nombró a Enrique conde palatino del Rin y durante el viaje del emperador a Italia fue el encargado de los consejos judiciales. Enrique se casó con la viuda de Germán, Adelaida de Orlamünde-Weimar (m. 1100). De este matrimonio, puede que Enrique obtuviera el control de algunos de los dominios de ella a lo largo del río Mosela. Como consecuencia de esto, el centro geográfico del Palatinado se trasladó hacia el sur.
Enrique fundó la Abadía de Santa Maria Laach. Le sucedió su hijastro, Sigfrido de Ballenstedt.